# Rhein Fire
De Rhein Fire (of simpelweg de Fire) was een professioneel American footballteam uit Düsseldorf, Duitsland. Ze speelden in de inmiddels opgeheven NFL Europa, een spin-off van de NFL.
Het team was opnieuw opgericht in 1995. Eerder speelde het team twee seizoenen onder de naam Birmingham Fire in Birmingham, Alabama.
De Fire was een zeer succesvol team, zowel qua prestaties als qua aantal supporters. Vijf keer stonden ze in de finale van de World Bowl, de Europese American footballcompetitie, waarin ze twee keer als winnaar naar voren kwamen (1998 en 2000).

## Resultaten per seizoen
W = Winst, V = Verlies, G = Gelijk, R = Competitieresultaat
| Seizoen                   | W  | V  | G | R                    | Playoff resultaat        |
| ------------------------- | -- | -- | - | -------------------- | ------------------------ |
| Rhein Fire (World League) |    |    |   |                      |                          |
| 1995                      | 4  | 6  | 0 | 5e plaats            | --                       |
| 1996                      | 3  | 7  | 0 | 6e plaats            | --                       |
| 1997                      | 7  | 3  | 0 | 1e plaats            | World Bowl V verloren    |
| Rhein Fire (NFL Europe)   |    |    |   |                      |                          |
| 1998                      | 7  | 3  | 0 | 1e plaats            | World Bowl VI gewonnen   |
| 1999                      | 6  | 4  | 0 | 3e plaats            | --                       |
| 2000                      | 7  | 3  | 0 | 1e plaats            | World Bowl VIII gewonnen |
| 2001                      | 5  | 5  | 0 | 3e plaats            | --                       |
| 2002                      | 7  | 3  | 0 | 1e plaats            | World Bowl X verloren    |
| 2003                      | 6  | 4  | 0 | 2e plaats            | World Bowl XI verloren   |
| 2004                      | 3  | 7  | 0 | 5e plaats            | --                       |
| 2005                      | 3  | 7  | 0 | 6e plaats            | --                       |
| 2006                      | 6  | 4  | 0 | 3e plaats            | --                       |
| Rhein Fire (NFL Europa)   |    |    |   |                      |                          |
| 2007                      | 4  | 6  | 0 | 4e plaats            | --                       |
| Totaal                    | 69 | 64 | 0 | (inclusief playoffs) | (inclusief playoffs)     |

NFL Teams 2007:
Amsterdam Admirals · Cologne Centurions · Rhein Fire · Frankfurt Galaxy · Hamburg Sea Devils · Berlin Thunder
Voormalige NFL teams:
Barcelona Dragons · London/England Monarchs · Scottish Claymores